# 플로린

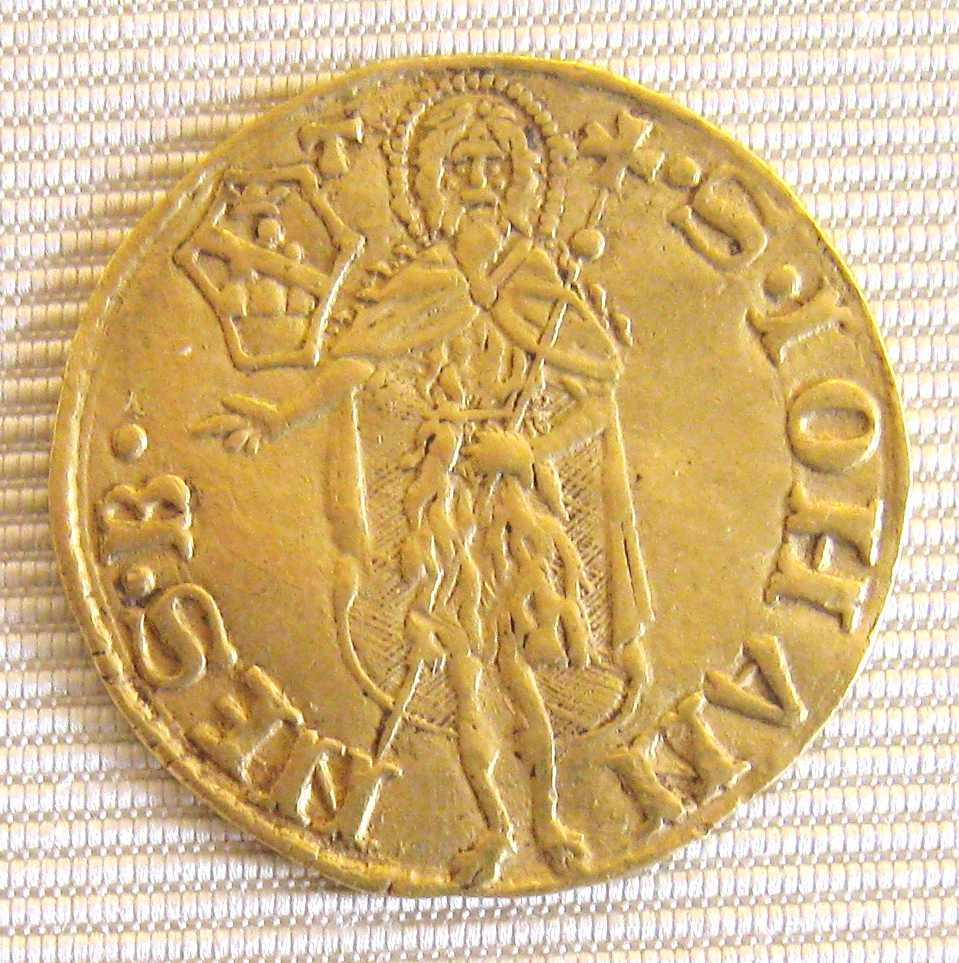
피렌체 플로린의 뒷면

플로린(florin)은 1252년 이탈리아 피렌체(Firenze) 지방의 금화에서 시작되었다. 중세유럽에서 피렌체는 상당한 부국(副國)이었기에 그 지방의 통화인 플로린은 서유럽 최초의 주조된 금화로서 유럽 전체로 퍼져 나갔다. 이후 플로린은 화폐를 뜻하는 말로 명사화(名辭化)되었다. 근대시대에는 네덜란드 혹은 플랑드르 지방에서 찍어낸 금화인 플랑드르 플로린(Flanders florin)이 유럽전체의 기축 통화 자리를 차지하기도 했다.

## 중세, 근대유럽각국의 플랑드르 플로린과 화폐비교
- 네덜란드:1.1 길더(Guilder) = 1플랑드르 플로린(이하 플로린) (1680년~ 2002년까지)
- 신성로마제국(독일): 1 제국 플로린 = 1 제국 굴덴 = 1.3 플로린 = 20 그로셴(groschens) =60 크로이처 (Kreuzers) (1754년~1873년까지)
- 프랑스: 1 리브르 (Livre) = 1 네덜란드 길더 = 0.9플로린 1 에쿠스(Ecus) = 현가치 25달러(18C말) 1266년에 프랑스의 루이IX가 발행한 첫 번째 " ecus "

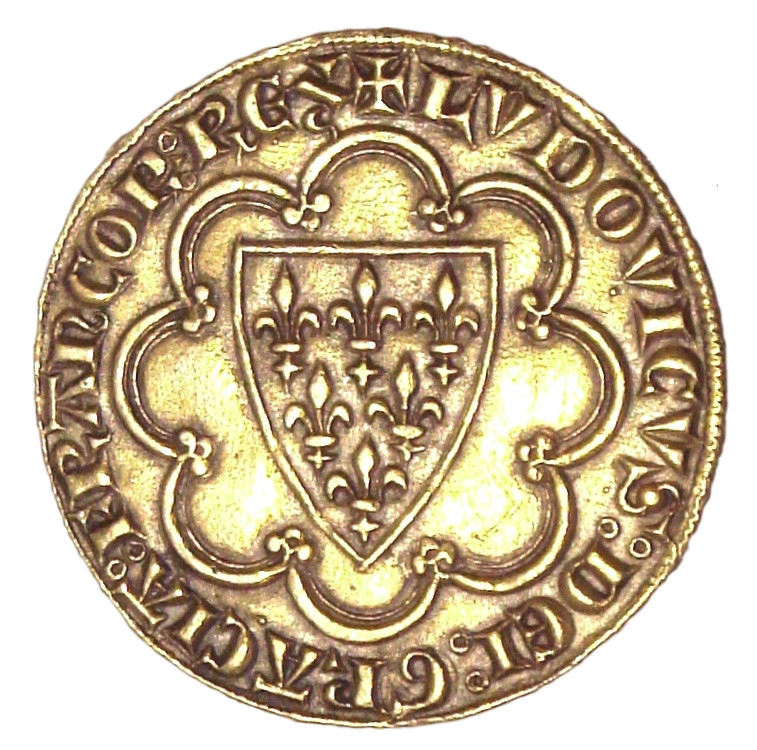
1266년에 프랑스의 루이IX가 발행한 첫 번째 " ecus "

- 스페인: 1 에스쿠도 (Escudo) = 0.9 스페인 두캇 (Ducat) = 0.8 스페인 두카도 (Ducado) = 2.21 플로린
- 덴마크: 1 릭스달러 (Rigsdaler) = 2 플로린
- 스웨덴: 1 릭스달러 (Rixdaler) = 2 플로린
- 영국: 1플로린 = 6실링(1344년), 1플로린 = 0.84 크라운(crown) 1 파운드 (Pound) = 8.71 플로린, 2실링(shilling) = 1영국 플로린 = 0.871플로린(1849년부터 1970년까지) 현재 13.76실링= 1 유로
- 베네치아: 1 베네치아 두캇 (Ducat) = 2 플로린
- 헝가리: 1 헝가리 두캇 (Ducat) = 4 플로린

## 그 외 정보
- 그러나 이 통화 단위는 시대와 정세에 따라 지금 세계 각국 환율처럼 많은 변천이 있었기에, 근대시대(16~17C)를 기준으로 하였다.[1]

- 게임 미디블 토탈워(Medieval Totalwar)에서 나오는 플로린은 피렌체 플로린이다.

## 같이 보기
- 금화
- 두카트